# Puchar Ameryki Północnej w narciarstwie dowolnym 2021/2022
Puchar Ameryki Północnej w narciarstwie dowolnym 2021/2022 rozpoczął się 18 grudnia 2021 roku w kanadyjskiej Nakisce, a ostatnie zawody w sezonie odbyły się 10 kwietnia 2022 roku, również w Nakisce.

## Konkurencje
- AE = skoki akrobatyczne
- MO = jazda po muldach
- DM = jazda po muldach podwójnych
- SX = skicross
- SS = slopestyle
- HP = halfpipe
- BA = big air

## Kalendarz i wyniki Pucharu Ameryki Północnej

### Mężczyźni
| Lp. | Data             | Miejscowość                 | Konkurencja | 1. miejsce          | 2. miejsce          | 3. miejsce          |
| --- | ---------------- | --------------------------- | ----------- | ------------------- | ------------------- | ------------------- |
| 1.  | 18 grudnia 2021  | Nakiska                     | SX          | Alfred Wenk         | Callum McEwen       | Garrett Musgrave    |
| 2.  | 19 grudnia 2021  | Nakiska                     | SX          | Phillip Tremblay    | Stuart Whittier     | Zachary Reynolds    |
| 3.  | 18 stycznia 2022 | Nakiska                     | SX          | Reece Howden        | Gavin Rowell        | Carson Cook         |
| 4.  | 19 stycznia 2022 | Nakiska                     | SX          | Reece Howden        | Jared Schmidt       | Callum McEwen       |
| 5.  | 20 stycznia 2022 | Deer Valley Resort          | MO          | Julien Viel         | Alexandre Lavoie    | Ryan Portello       |
| 6.  | 21 stycznia 2022 | Deer Valley Resort          | DM          | Daniel Tanner       | Julien Viel         | Ryan Portello       |
| 7.  | 26 stycznia 2022 | Mammoth Mountain Ski Resort | HP          | Matthew Labaugh     | Ben Fethke          | Aaron Durlester     |
| 8.  | 28 stycznia 2022 | Mammoth Mountain Ski Resort | SS          | Troy Podmilsak      | Konnor Ralph        | Luke Votaw          |
| 9.  | 29 stycznia 2022 | Mammoth Mountain Ski Resort | SS          | Konnor Ralph        | Troy Podmilsak      | Kiernan Fagan       |
| 10. | 29 stycznia 2022 | Apex Mountain               | MO          | Julien Viel         | Alexandre Lavoie    | Elliot Vaillancourt |
| 11. | 30 stycznia 2022 | Apex Mountain               | DM          | Elliot Vaillancourt | Julien Viel         | Daniel Tanner       |
| 12. | 30 stycznia 2022 | Calabogie Peaks             | SX          | Tommy Dade          | Callum McEwen       | Tanner Murphy       |
| 13. | 31 stycznia 2022 | Calabogie Peaks             | SX          | Ryan Webster        | Stuart Whittier     | Alfred Wenk         |
| 14. | 5 lutego 2022    | Val Saint-Come              | MO          | Alexandre Lavoie    | Olivier Lessard     | Charlie Mickel      |
| 15. | 6 lutego 2022    | Val Saint-Come              | DM          | Landon Wendler      | Elliot Vaillancourt | Ryan Portello       |
| 16. | 7 lutego 2022    | Winsport Calgary            | HP          | Cameron Brodrick    | Steven Kahnert      | Ethan Fernandes     |
| 17. | 8 lutego 2022    | Winsport Calgary            | SS          | Luca Harrington     | Richard Thomas      | Jérémy Gagné        |
| 18. | 9 lutego 2022    | Winsport Calgary            | BA          | Troy Podmilsak      | Luke Votaw          | James Kanzler       |
| 19. | 9 lutego 2022    | Gore Mountain               | SX          | Tanner Murphy       | Charlie Lang        | Nicholas Katrusiak  |
| 20. | 9 lutego 2022    | Gore Mountain               | SX          | Tanner Murphy       | Nicholas Katrusiak  | Konnor Kimball      |
| 21. | 10 lutego 2022   | Killington Resort           | MO          | Alex Lewis          | Landon Wendler      | Elliot Vaillancourt |
| 22. | 11 lutego 2022   | Killington Resort           | DM          | Sam Cordell         | Samuel Goodison     | Julien Viel         |
| 23. | 15 lutego 2022   | Aspen/Buttermilk            | BA          | Troy Podmilsak      | Hunter Henderson    | James Kanzler       |
| 24. | 16 lutego 2022   | Aspen/Buttermilk            | HP          | Dylan Ladd          | Peter Verheyde      | Ethan Fernandes     |
| 25. | 17 lutego 2022   | Aspen/Buttermilk            | SS          | Hunter Henderson    | Kiernan Fagan       | James Kanzler       |
| 26. | 20 lutego 2022   | Utah Olympic Park           | AE          | Alexandre Duchaine  | Quinn Dehlinger     | Anthony Noel        |
| 27. | 24 lutego 2022   | Utah Olympic Park           | AE          | Alexandre Duchaine  | Nicolas Martineau   | Derek Krueger       |
| 28. | 25 lutego 2022   | Utah Olympic Park           | AE          | Victor Primeau      | Alexandre Duchaine  | Connor Curran       |
| 29. | 26 lutego 2022   | Utah Olympic Park           | AE          | Nicolas Martineau   | Victor Primeau      | Alexandre Duchaine  |
| 30. | 2 marca 2022     | Copper Mountain Resort      | HP          | Aaron Durlester     | Peter Verheyde      | Matthew Labaugh     |
| 31. | 3 marca 2022     | Copper Mountain Resort      | HP          | Dylan Ladd          | Cameron Brodrick    | Eugene Morris       |
| 32. | 3 marca 2022     | Le Relais                   | AE          | Alexandre Duchaine  | Pierre-Olivier Cote | Derek Krueger       |
| 33. | 4 marca 2022     | Le Relais                   | AE          | Alexandre Duchaine  | Miha Fontaine       | Victor Primeau      |
| 34. | 18 marca 2022    | Stoneham                    | BA          | Kai Martin          | Gen Fujii           | Dylan Deschamps     |
| 35. | 19 marca 2022    | Stoneham                    | HP          | Matthew Labaugh     | Cameron Brodrick    | Lucas Butland       |
| 36. | 20 marca 2022    | Stoneham                    | SS          | Konnor Ralph        | Dylan Deschamps     | Alexander Henderson |
| 36. | 25 marca 2022    | Copper Mountain Resort      | SX          | Aidan Steffe        | Leonardo Schor      | Lyle Hering         |
| 37. | 26 marca 2022    | Copper Mountain Resort      | SX          | Aidan Steffe        | Thorsen Welch       | Peter Palumbo       |
| 38. | 9 kwietnia 2022  | Nakiska                     | SX          | Reece Howden        | Jared Schmidt       | Brant Crossan       |
| 39. | 10 kwietnia 2022 | Nakiska                     | SX          | Reece Howden        | Jared Schmidt       | Zach Belczyk        |

### Klasyfikacje
| Lp. | Zawodnik            | Punkty |
| --- | ------------------- | ------ |
| 1.  | Julien Viel         | 470    |
| 2.  | Elliot Vaillancourt | 345    |
| 3.  | Alexandre Lavoie    | 330    |
| 4.  | Alex Lewis          | 316    |
| 5.  | Daniel Tanner       | 312    |
| 6.  | Landon Wendler      | 308    |
| 7.  | Ryan Portello       | 297    |
| 8.  | Sam Cordell         | 246    |
| 9.  | Samuel Goodison     | 227    |
| 10. | Olivier Lessard     | 222    |

| Lp. | Zawodnik            | Punkty |
| --- | ------------------- | ------ |
| 1.  | Alexandre Lavoie    | 260    |
| 2.  | Julien Viel         | 250    |
| 3.  | Alex Lewis          | 190    |
| 4.  | Olivier Lessard     | 166    |
| 5.  | Landon Wendler      | 140    |
| 6.  | Ryan Portello       | 132    |
| 7.  | Daniel Tanner       | 126    |
| 8.  | Elliot Vaillancourt | 120    |
| 9.  | Charlie Mickel      | 120    |
| 10. | Sam Cordell         | 101    |

| Lp. | Zawodnik            | Punkty |
| --- | ------------------- | ------ |
| 1.  | Elliot Vaillancourt | 225    |
| 2.  | Julien Viel         | 220    |
| 3.  | Daniel Tanner       | 186    |
| 4.  | Landon Wendler      | 168    |
| 5.  | Samuel Goodison     | 165    |
| 6.  | Ryan Portello       | 165    |
| 7.  | Sam Cordell         | 145    |
| 8.  | Alex Lewis          | 126    |
| 9.  | Marc Tanner         | 107    |
| 10. | Benjamin Nadon      | 84     |

| Lp. | Zawodnik           | Punkty |
| --- | ------------------ | ------ |
| 1.  | Reece Howden       | 400    |
| 2.  | Tanner Murphy      | 346    |
| 3.  | Callum McEwen      | 330    |
| 4.  | Alfred Wenk        | 302    |
| 5.  | Nicholas Katrusiak | 286    |
| 6.  | Jared Schmidt      | 285    |
| 7.  | Aidan Steffe       | 279    |
| 8.  | Stuart Whittier    | 276    |
| 9.  | Zachary Reynolds   | 248    |
| 10. | Ryan Webster       | 233    |

| Lp. | Zawodnik           | Punkty |
| --- | ------------------ | ------ |
| 1.  | Matthew Labaugh    | 260    |
| 2.  | Cameron Brodrick   | 260    |
| 3.  | Dylan Ladd         | 250    |
| 4.  | Peter Verheyde     | 210    |
| 5.  | Aaron Durlester    | 205    |
| 6.  | Ben Fethke         | 160    |
| 7.  | Ethan Fernandes    | 152    |
| 8.  | Nathaniel Bourgoin | 135    |
| 9.  | Jack Ganley        | 127    |
| 10. | Eugene Morris      | 125    |

| Lp. | Zawodnik            | Punkty |
| --- | ------------------- | ------ |
| 1.  | Konnor Ralph        | 330    |
| 2.  | Troy Podmilsak      | 302    |
| 3.  | Dylan Deschamps     | 235    |
| 4.  | Luke Votaw          | 208    |
| 5.  | Kiernan Fagan       | 194    |
| 6.  | Alexander Henderson | 187    |
| 7.  | Richard Thomas      | 185    |
| 8.  | Luca Harrington     | 184    |
| 9.  | Hunter Henderson    | 180    |
| 10. | Jérémy Gagné        | 161    |

| Lp. | Zawodnik            | Punkty |
| --- | ------------------- | ------ |
| 1.  | Alexandre Duchaine  | 540    |
| 2.  | Victor Primeau      | 340    |
| 3.  | Nicolas Martineau   | 321    |
| 4.  | Pierre-Olivier Cote | 275    |
| 5.  | Derek Krueger       | 237    |
| 6.  | Connor Curran       | 230    |
| 7.  | Anthony Noel        | 207    |
| 8.  | Ian Schoenwald      | 201    |
| 9.  | Quinn Dehlinger     | 191    |
| 10. | Louis Aumond        | 173    |

### Kobiety
| Lp. | Data             | Miejscowość                 | Konkurencja | 1. miejsce        | 2. miejsce                  | 3. miejsce            |
| --- | ---------------- | --------------------------- | ----------- | ----------------- | --------------------------- | --------------------- |
| 1.  | 18 grudnia 2021  | Nakiska                     | SX          | Kiersten Vincett  | Emeline Bennett             | Sachi Hirakawa        |
| 2.  | 19 grudnia 2021  | Nakiska                     | SX          | Sage Stefani      | Alexa Velcic                | Kiersten Vincett      |
| 3.  | 18 stycznia 2022 | Nakiska                     | SX          | Brittany Phelan   | Hannah Schmidt              | Courtney Hoffos       |
| 4.  | 19 stycznia 2022 | Nakiska                     | SX          | Brittany Phelan   | Tiana Gairns                | Zoe Chore             |
| 5.  | 20 stycznia 2022 | Deer Valley Resort          | MO          | Haruka Nakao      | Maia Schwinghammer          | Alli Macuga           |
| 6.  | 21 stycznia 2022 | Deer Valley Resort          | DM          | Kasey Hogg        | Alli Macuga                 | Maia Schwinghammer    |
| 7.  | 26 stycznia 2022 | Mammoth Mountain Ski Resort | HP          | Riley Jacobs      | Jenna Riccomini             | Kathryn Gray          |
| 8.  | 28 stycznia 2022 | Mammoth Mountain Ski Resort | SS          | Alex Thisted      | Jenna Riccomini             | Grace Henderson       |
| 9.  | 29 stycznia 2022 | Mammoth Mountain Ski Resort | SS          | Jenna Riccomini   | Alex Thisted                | Rylee Hackler         |
| 10. | 29 stycznia 2022 | Apex Mountain               | MO          | Elizabeth Lemley  | Haruka Nakao                | Maia Schwinghammer    |
| 11. | 30 stycznia 2022 | Apex Mountain               | DM          | Elizabeth Lemley  | Laurianne Desmarais-Gilbert | Jessica Linton        |
| 12. | 30 stycznia 2022 | Calabogie Peaks             | SX          | Emeline Bennett   | Sage Stefani                | Alexa Velcic          |
| 13. | 31 stycznia 2022 | Calabogie Peaks             | SX          | Sachi Hirakawa    | Samantha Carter             | Alexa Velcic          |
| 14. | 5 lutego 2022    | Val Saint-Come              | MO          | Elizabeth Lemley  | Laurianne Desmarais-Gilbert | Lulu Shaffer          |
| 15. | 6 lutego 2022    | Val Saint-Come              | DM          | Madison Hogg      | Elizabeth Lemley            | Haruka Nakao          |
| 16. | 7 lutego 2022    | Winsport Calgary            | HP          | Riley Jacobs      | Dillan Glennie              | Jenna Riccomini       |
| 17. | 8 lutego 2022    | Winsport Calgary            | SS          | Jenna Riccomini   | Rylee Hackler               | Emma Morozumi         |
| 18. | 9 lutego 2022    | Winsport Calgary            | BA          | Caoimhe Heavey    | Rylee Hackler               | Riley Jacobs          |
| 19. | 9 lutego 2022    | Gore Mountain               | SX          | Dagmar D'Agostino | Lily Day                    | Elizabeth Filiatrault |
| 20. | 9 lutego 2022    | Gore Mountain               | SX          | Dagmar D'Agostino | Elizabeth Filiatrault       | September Stefani     |
| 21. | 10 lutego 2022   | Killington Resort           | MO          | Elizabeth Lemley  | Maia Schwinghammer          | Valérie Gilbert       |
| 22. | 11 lutego 2022   | Killington Resort           | DM          | Elizabeth Lemley  | Haruka Nakao                | Madison Hogg          |
| 23. | 15 lutego 2022   | Aspen/Buttermilk            | BA          | Constance Brogden | Grace Henderson             | Elaina Krusiewski     |
| 24. | 16 lutego 2022   | Aspen/Buttermilk            | HP          | Dillan Glennie    | Kathryn Gray                | Piper Arnold          |
| 25. | 17 lutego 2022   | Aspen/Buttermilk            | SS          | Kathryn Gray      | Grace Henderson             | Marion Balsamo        |
| 26. | 20 lutego 2022   | Utah Olympic Park           | AE          | Dani Loeb         | Karenna Elliott             | Justine Ally          |
| 27. | 24 lutego 2022   | Utah Olympic Park           | AE          | Justine Ally      | Karenna Elliott             | Dani Loeb             |
| 28. | 25 lutego 2022   | Utah Olympic Park           | AE          | Karenna Elliott   | Airleigh Frigo              | Alexandra Montminy    |
| 29. | 26 lutego 2022   | Utah Olympic Park           | AE          | Karenna Elliott   | Dani Loeb                   | Justine Ally          |
| 30. | 2 marca 2022     | Copper Mountain Resort      | HP          | Dillan Glennie    | Kathryn Gray                | Emma Morozumi         |
| 31. | 3 marca 2022     | Copper Mountain Resort      | HP          | Dillan Glennie    | Kathryn Gray                | Emma Morozumi         |
| 32. | 3 marca 2022     | Le Relais                   | AE          | Flavie Aumond     | Dani Loeb                   | Karenna Elliott       |
| 33. | 4 marca 2022     | Le Relais                   | AE          | Karenna Elliott   | Flavie Aumond               | Dani Loeb             |
| 34. | 18 marca 2022    | Stoneham                    | BA          | Elaina Krusiewski | Brynn Johnston              | Rylee Hackler         |
| 35. | 19 marca 2022    | Stoneham                    | HP          | Marley Leavitt    | Elaina Krusiewski           | Ayden Fraser          |
| 36. | 20 marca 2022    | Stoneham                    | SS          | Rylee Hackler     | Skye Clarke                 | Naomi Urness          |
| 36. | 25 marca 2022    | Copper Mountain Resort      | SX          | Lily Day          | Camille Conrad              | —                     |
| 37. | 26 marca 2022    | Copper Mountain Resort      | SX          | Lily Day          | —                           | —                     |
| 38. | 9 kwietnia 2022  | Nakiska                     | SX          | Marielle Thompson | Courtney Hoffos             | Tiana Gairns          |
| 39. | 10 kwietnia 2022 | Nakiska                     | SX          | Hannah Schmidt    | Abby McEwen                 | Tiana Gairns          |

### Klasyfikacje
| Lp. | Zawodniczka                 | Punkty |
| --- | --------------------------- | ------ |
| 1.  | Elizabeth Lemley            | 580    |
| 2.  | Haruka Nakao                | 415    |
| 3.  | Laurianne Desmarais-Gilbert | 345    |
| 4.  | Alli Macuga                 | 335    |
| 5.  | Maia Schwinghammer          | 316    |
| 6.  | Valérie Gilbert             | 284    |
| 7.  | Madison Hogg                | 240    |
| 8.  | Kaylee Koehler              | 215    |
| 9.  | Kylie Kariotis              | 206    |
| 10. | Kasey Hogg                  | 199    |

| Lp. | Zawodniczka                 | Punkty |
| --- | --------------------------- | ------ |
| 1.  | Elizabeth Lemley            | 300    |
| 2.  | Haruka Nakao                | 225    |
| 3.  | Maia Schwinghammer          | 220    |
| 4.  | Laurianne Desmarais-Gilbert | 170    |
| 5.  | Alli Macuga                 | 160    |
| 6.  | Valérie Gilbert             | 150    |
| 7.  | Kaylee Koehler              | 114    |
| 8.  | Lulu Shaffer                | 100    |
| 9.  | Avital Carroll              | 99     |
| 10. | Kylie Kariotis              | 96     |

| Lp. | Zawodniczka                 | Punkty |
| --- | --------------------------- | ------ |
| 1.  | Elizabeth Lemley            | 280    |
| 2.  | Haruka Nakao                | 190    |
| 3.  | Madison Hogg                | 186    |
| 4.  | Alli Macuga                 | 175    |
| 5.  | Laurianne Desmarais-Gilbert | 1765   |
| 6.  | Kasey Hogg                  | 129    |
| 7.  | Kylie Kariotis              | 110    |
| 8.  | Jessica Linton              | 105    |
| 9.  | Kaylee Koehler              | 101    |
| 10. | Valérie Gilbert             | 98     |

| Lp. | Zawodniczka           | Punkty |
| --- | --------------------- | ------ |
| 1.  | Sage Stefani          | 346    |
| 2.  | Emeline Bennett       | 346    |
| 3.  | Kiersten Vincett      | 336    |
| 4.  | Lily Day              | 330    |
| 5.  | Alexa Velcic          | 317    |
| 6.  | Sachi Hirakawa        | 292    |
| 7.  | Hannah Schmidt        | 280    |
| 8.  | Elizabeth Filiatrault | 264    |
| 9.  | Dagmar D'Agostino     | 255    |
| 10. | Tiana Gairns          | 250    |

| Lp. | Zawodniczka       | Punkty |
| --- | ----------------- | ------ |
| 1.  | Dillan Glennie    | 300    |
| 2.  | Kathryn Gray      | 240    |
| 3.  | Riley Jacobs      | 200    |
| 4.  | Marley Leavitt    | 195    |
| 5.  | Emma Morozumi     | 180    |
| 6.  | Elaina Krusiewski | 160    |
| 7.  | Piper Arnold      | 160    |
| 8.  | Jenna Riccomini   | 140    |
| 9.  | Emma Grippi       | 100    |
| 10. | Vienna Biletsky   | 98     |

| Lp. | Zawodniczka       | Punkty |
| --- | ----------------- | ------ |
| 1.  | Rylee Hackler     | 320    |
| 2.  | Jenna Riccomini   | 304    |
| 3.  | Alex Thisted      | 256    |
| 4.  | Elaina Krusiewski | 250    |
| 5.  | Caoimhe Heavey    | 222    |
| 6.  | Grace Henderson   | 220    |
| 7.  | Kathryn Gray      | 212    |
| 8.  | Skye Clarke       | 202    |
| 9.  | Marley Leavitt    | 167    |
| 10. | Riley Jacobs      | 125    |

| Lp. | Zawodniczka        | Punkty |
| --- | ------------------ | ------ |
| 1.  | Karenna Elliott    | 520    |
| 2.  | Dani Loeb          | 420    |
| 3.  | Rosalie Gagnon     | 295    |
| 4.  | Justine Ally       | 292    |
| 5.  | Alexandra Montminy | 246    |
| 6.  | Charlie Fontaine   | 230    |
| 7.  | Reese Muzny        | 182    |
| 8.  | Flavie Aumond      | 180    |
| 9.  | Airleigh Frigo     | 176    |
| 10. | Amelia Glogowski   | 174    |